# Markotów Mały
Markotów Mały (deutsch: Klein Margsdorf) ist ein Ort der Stadt- und Landgemeinde Wołczyn im Powiat Kluczborski der Woiwodschaft Opole in Polen. Zu Markotów Mały gehört die südöstlich gelegene Kolonie Nowa Wieś (Neuwalde).

## Geographie
Markotów Mały rund vier Kilometer südöstlich von Wołczyn (Konstadt), 10 Kilometer nordwestlich von Kluczbork (Kreuzburg) und  46 Kilometer nordöstlich von Opole (Oppeln).
Nachbarorte von Markotów Mały sind im Osten Smardy Górne (Groß Schmardt), im Südosten Czaple Stare (Alt Tschapel), im Südwesten Markotów Duży (Margsdorf) und im Nordwesten  Wołczyn (Konstadt).

## Geschichte
Das Dorf Klein Margsdorf wurde 1836 als Kolonie gegründet. 1845 zählte die Kolonie sechs Häuser. 1861 lebten in Klein Margsdorf 86 Einwohner. 1874 wurde der Amtsbezirk Margsdorf gebildet, zu dem Klein Margsdorf gehörte.
1933 lebten in Klein Margsdorf 79 Einwohner, 1939 wurden 72 Einwohner gezählt. Bis 1945 gehörte das Dorf zum Landkreis Kreuzburg O.S.
Als Folge des Zweiten Weltkriegs fiel Klein Margsdorf 1945 mit dem größten Teil Schlesiens an Polen. Nachfolgend wurde es in Markotów Mały umbenannt und der Woiwodschaft Schlesien angeschlossen. Seit 1999 gehört es zum Powiat Kluczborski.